# Бионкур
Бионкур (фр. Bioncourt) насеље је и општина у североисточној Француској у региону Лорена, у департману Мозел која припада префектури Шато Сален.
По подацима из 2011. године у општини је живело 320 становника, а густина насељености је износила 38,98 становника/km². Општина се простире на површини од 8,21 km². Налази се на средњој надморској висини од 210 метара (максималној 290 m, а минималној 194 m).

## Демографија
| 1962. | 1968. | 1975. | 1982. | 1990. | 1999. | 2011. |
| ----- | ----- | ----- | ----- | ----- | ----- | ----- |
| 223   | 233   | 224   | 282   | 310   | 309   | 320   |

График промене броја становника у току последњих година